# コニシ
コニシ株式会社（Konishi Co., Ltd.）は、大阪府大阪市中央区に本社を置く接着剤メーカーとして知られる企業である。接着剤に軸を置く以前は、ワイン製造と製薬を本業としていた。みどり会の会員企業であり三和グループに属している。

## 概要

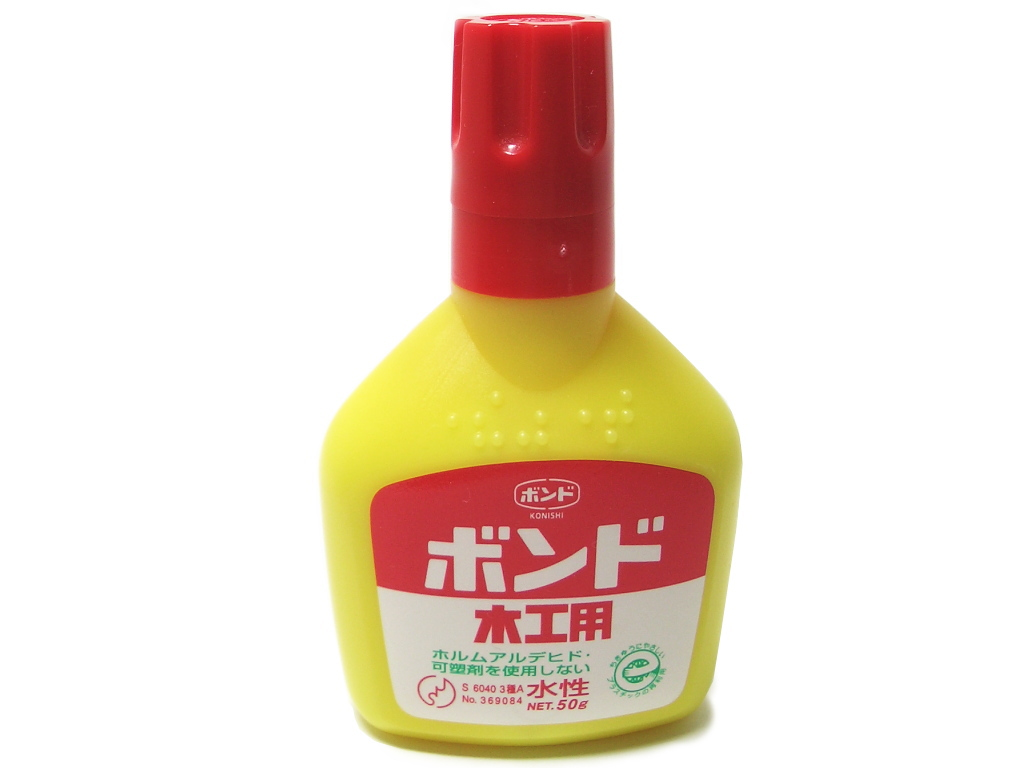
木工用ボンド。このボトル形状は日本で立体商標登録（登録商標第5053354号）されている。1979年登場のデザイン。同様の接着剤を総称した『ボンド』の通名はあくまでも商標由来であり、正式には『酢酸ビニル樹脂エマルジョン接着剤』と呼ぶ。

1870年に製薬の製造販売をおこなう「小西屋」として創業される。創業当初は製薬だけでなく洋酒や缶詰などの食品類を取り扱い、1884年には「アサヒ印ビール」（現・アサヒビールの源流）の製造・販売を開始した。その後アルコール飲料類は子会社「大阪洋酒醸造」に移管。
1912年から問屋に専念し、工業用の薬品や輸入アルコールなどの販売、並びに日本薬局方アルコールの製造販売を展開。1914年に合資会社設立。その後1925年に、株式会社小西儀助商店（こにしぎすけしょうてん）に改組した（同社では同年を法人設立年と見なしている。なお同社は1976年に現在の社名・コニシに変更した）。
1952年に合成接着剤「ボンド」（日本では、1952年に出願され、1953年に商標登録されている）の発売を開始。その後の日本を代表する接着剤のトップクラスのブランドとして成長するようになり、「ボンドのコニシ」の印象を強く根付かせた。事実、インターネットでのドメイン名も「bond.co.jp」となっている。1970年代以降、東亞合成株式会社と業務提携を結んでおり、強力瞬間接着剤の「アロンアルフア」の一般家庭用ブランドを「ボンド・アロンアルフア」として発売している。
一方、その中で酢酸ビニル樹脂エマルジョン接着剤「木工用ボンド」が同系接着剤の代名詞となった反面、「ボンド」ブランドの中でもこの木工用だけが突出して有名になってしまい、同社のウェブページではその他の製品のPRのため「木工用ボンドだけ有名で困ってます。」という文句で特設ページを開設している。
同社の東京支社は2005年に東京本社に格上げしたが、2019年浦和工場跡地に関東支社を設立。東京本社を廃止し、関東支社に移転した。また、同年には大阪本社が入居する北浜TNKビルを自社ビル化して北浜コニシビルに改称した。

## 事業所
本社
大阪市中央区道修町1-7-1 北浜コニシビル
関東支社
さいたま市桜区西堀5-3-35
東京サテライトオフィス
東京都千代田区丸の内2-1-1 明治生命館5階
名古屋支店
名古屋市中区新栄町2-4 坂種栄ビル15階
福岡支店
福岡市南区清水3-24-24 日吉ビル
横浜支店
横浜市港北区新横浜3-20-12 新横浜望星ビル
札幌支店
札幌市東区北8条東3-1-1 宮村ビル
仙台営業所
仙台市泉区泉中央3-34-17
新潟営業所
新潟市中央区上大川前通一番町154 新潟白山公園ビル
前橋営業所
群馬県前橋市大友町1-11-10
栃木営業所
栃木県下野市柴262-9
千葉営業所
千葉市中央区松波2-13-20 オフィス松波
静岡営業所
静岡県静岡市駿河区曲金6-6-41 アトラース東静岡
金沢営業所
石川県金沢市駅西本町3-16-11 エムロード駅西
滋賀営業所
滋賀県甲賀市水口町笹が丘1-12 水口工業団地
姫路営業所
兵庫県姫路市飾磨区下野田2-267-7
広島営業所
広島市佐伯区五日市中央2-10-5 五日市OKビル1階
高松営業所
香川県高松市天神前10-1 高松天神前ビル
沖縄営業所
沖縄県那覇市真嘉比3-19-35
栃木工場
栃木県下野市柴262-6
滋賀工場
滋賀県甲賀市水口町笹が丘1-12 水口工業団地
浦和研究所・材料科学研究所
さいたま市桜区西堀5-3-35
大阪研究所
大阪市鶴見区鶴見4-7-9

## 主な商品
- 家庭用接着剤
- 工業用接着剤
- 接着テープ
- つや出し剤
- 塗料
- 建築用材料（シーリング材含む）など

## 旧小西家住宅史料館
道修町通を挟んで北浜コニシビルの北隣、大阪府大阪市中央区道修町一丁目6番9号に小西屋・小西儀助商店時代の本店が現存している。2001年には「小西家住宅」として重要文化財に指定された。2020年に内部が改修され史料館として生まれ変わり、現在は一般公開されている（完全予約制）。
- 旧小西家住宅史料館 道修町通側
- 旧小西家住宅史料館 堺筋側